# Lupine-oord
Het Lupine-oord is een straat in de Nederlandse plaats Houten. De straat loopt vanaf de Weegbreehof en Akkerwindehof tot De Poort.
Er bevindt zich een monumentaal huis aan het Lupine-oord 52 en voorheen ook basisschool De Wegwijzer op nummer 4 en de voormalige sporthal Den Oord op nummer 2.
Zijstraten van het Lupine-oord zijn de Herenweg, Romeinenpoort, Batavenpoort, Tiellandtspad, Koriander-oord, Tarwe-oord, Rogge-oord, Spelt-oord, Perengaarde, Mais-oord, Vlas-oord en de Meekrap-oord.

## Fotogalerij

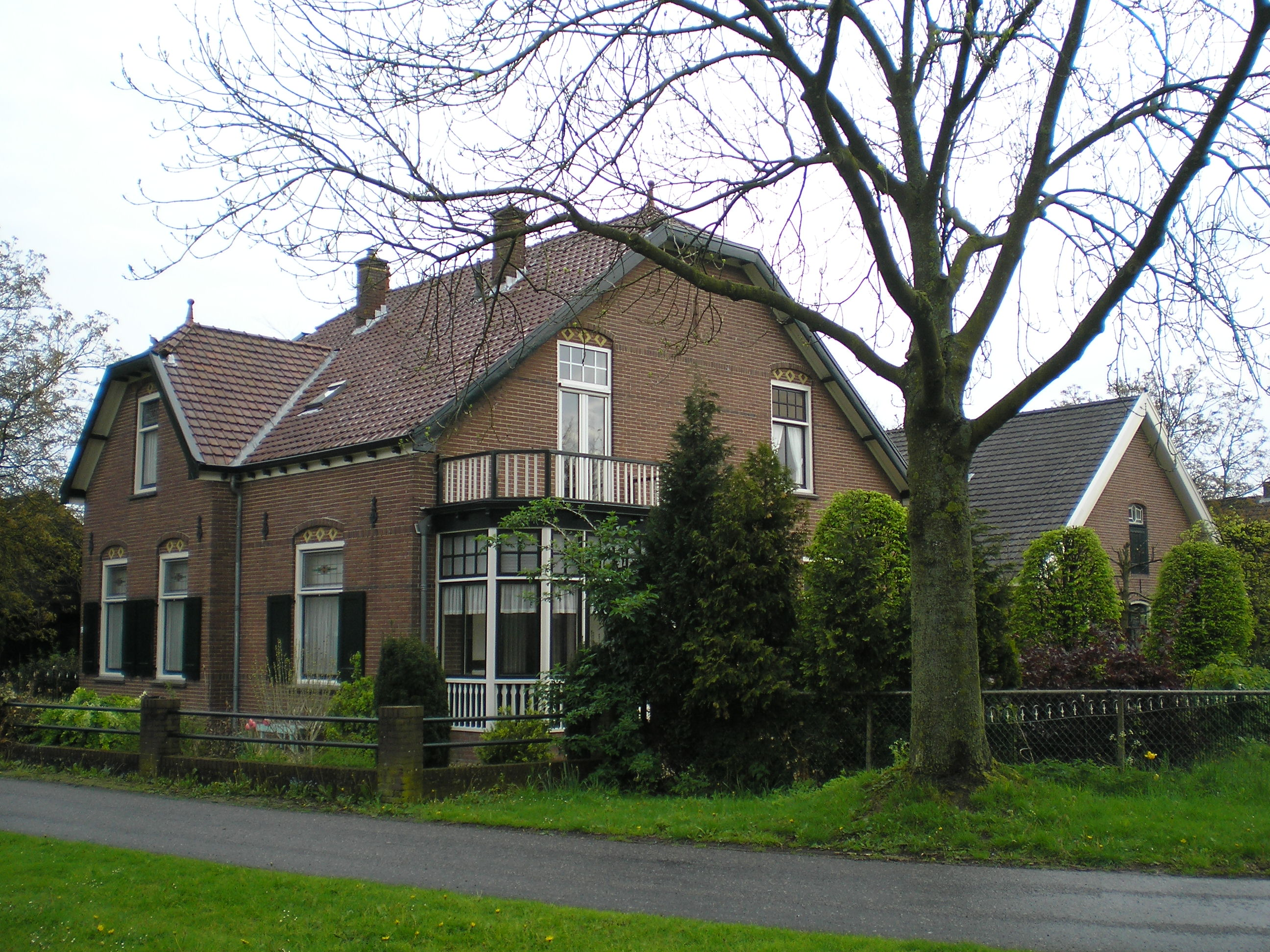
Lupine-oord 52 te Houten
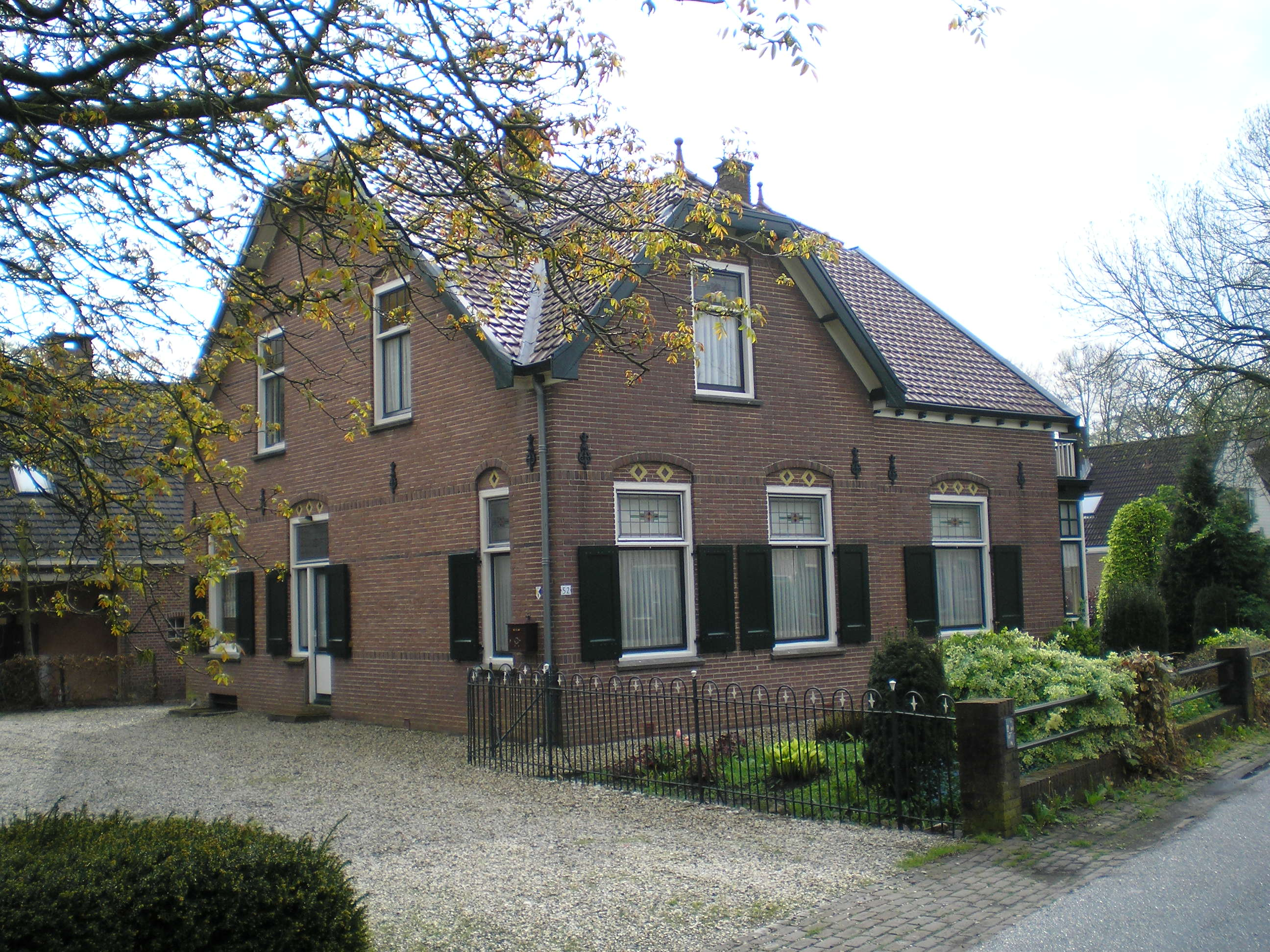
Lupine-oord 52 (gemeentelijk monument)
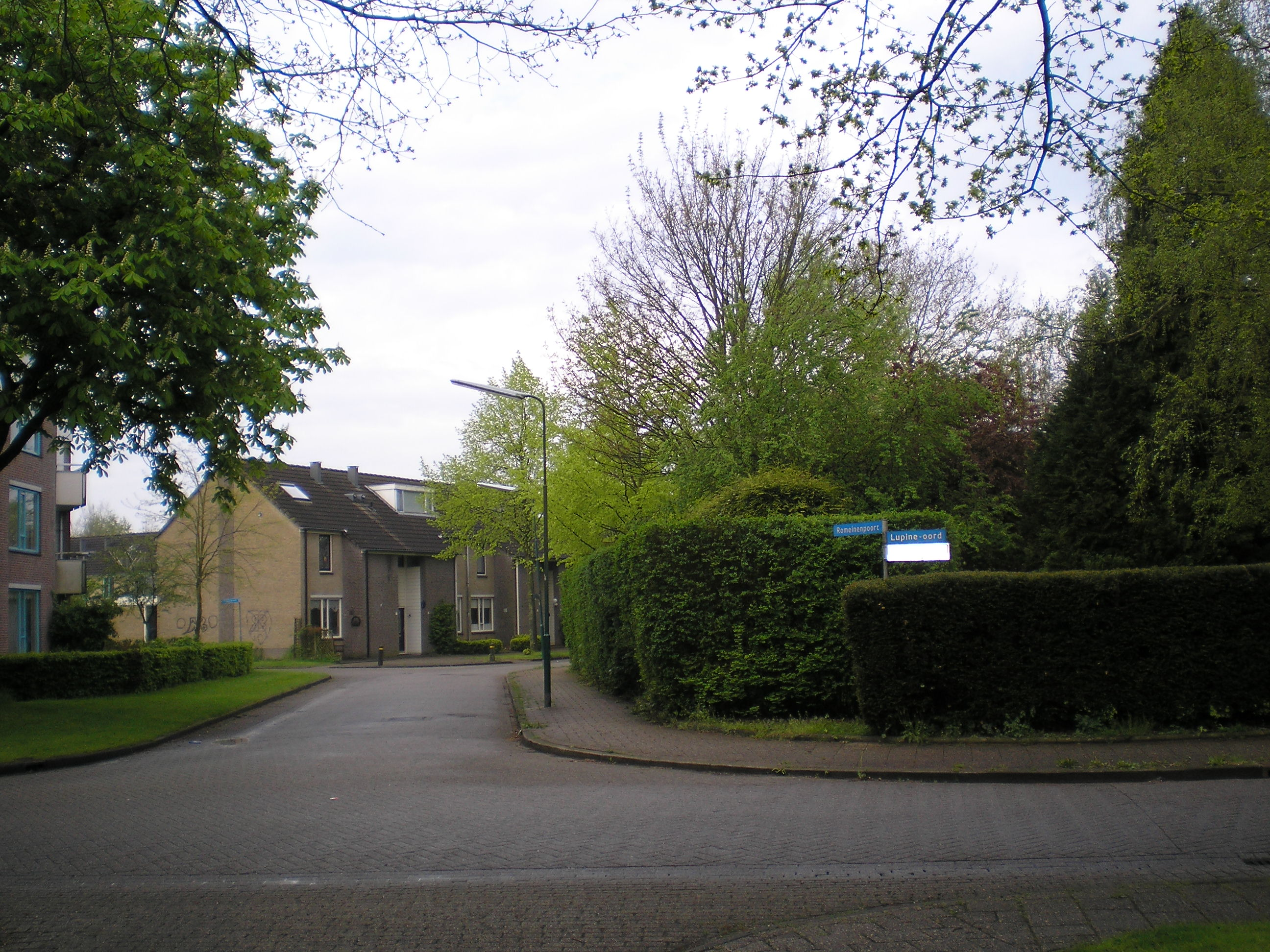
Lupine-oord en Romeinenpoort

Beusichemseweg ·
Burgemeester Wallerweg ·
De Poort ·
Heemsteedseweg ·
Herenweg ·
Houtensewetering ·
Koningin Julianastraat ·
Loerikseweg ·
Lupine-oord ·
Notengaarde ·
Oud Wulfseweg ·
Plein ·
Prins Bernhardweg ·
Staatsspoor ·
Stationserf ·
Tiellandtspad ·
Vlierweg ·
Weteringhout